# Rat-zinger
Rat-Zinger es una banda de punk metal fundada en Bilbao, País Vasco, España caracterizada por tener unas letras muy violentas, llenas de críticas hacia la iglesia, en contra del fascismo y la represión policial. También hablan de otros muchos temas pero siempre con un punto de vista agresivo y muy directo.

## Historia
El grupo se fundó en 2009 en Bilbao, tras la disolución del grupo Anarko, en donde tocaban juntos Podri y Pinky. El grupo comenzó a tocar en 2009, actuando a los pocos meses de su formación como teloneros de Misfits en la sala Rock Star de Bilbao. 
Para cuando surge el escándalo por el nombre, ellos ya tienen mucho planificado y mucha prisa por llevarlo a cabo. Los meses van pasando entre las matizaciones en el repertorio y los lógicos ajustes en la formación (como base fija están desde el principio Calico Pinky al bajo, Podri a la voz y Javi “Puñales” a la guitarra, por la batería han pasado varios candidatos hasta la fecha, pero lo importante es que van dando forma a su primer disco, Cartas al Vaticano (Mauka Musikagintza, 2010). Este primer trabajo, grabado a conciencia y con medios profesionales, cumple con sus expectativas, y resulta una excelente tarjeta de presentación que muestra sus cartas boca arriba: contundencia rítmica, letras cortantes y directas, guitarras empapadas en combustible, volumen y peligrosidad... en definitiva: crudeza. 
El disco cumple su papel, pero son los directos el hábitat natural del grupo, el lugar donde demostrar su valía, y ahí su nombre empieza a moverse entre la boca de los punkrockeros más avezados del lugar. Rat-Zinger siguen trabajando duro en el local sin mirar el camino que va quedando atrás, haciendo urgente alquimia con el rock duro, el metal, el punk y el hardcore, elementos fundamentales en su fórmula. Así llega su segundo trabajo, Crónicas de la Destrucción (Mauka Musikagintza, 2013), un disco que los consolida en el circuito y que les abre puertas a festivales roqueros, donde su contundente propuesta encaja a la perfección. Llegando a actuar a partir de entonces en festivales como AlRumbo Festival, Viña Rock, Rock Fest BCN o Rebujas Rock.
Con este segundo disco el equipo que forma el grupo se ve aumentado, no en músicos, pero si en personal. Tanto este segundo, como el primer disco, fueron producidos y grabados en Koba Estudio, a manos de Xanpe Ruko (PiLT), que se incorporaría a la batera tras la grabación del primer disco y que estaría tras los parches hasta el tercer disco, Rock and roll para hijos de perra (Autoeditado/Maldito Records). Este trabajo fue grabado por el batería argentino, del grupo Cápsula, Nacho "Dr Saturno", y tras la publicación del disco, se incorpora como batería definitivo Xabi “Bombardero” Aira. En el disco colaboran músicos cercanos a la banda como Brigido Duque (Koma, El Drogas) o Evaristo Páramos (Gatillazo, La Polla Records, The Kagas, The Meas). 
Rat-Zinger refuerza sus filas de directo con técnicos de sonido y luces, siempre tratando de ofrecer al público unas actuaciones cuidadas y profesionales, que hagan justicia al potencial de la banda y a su arrasadora propuesta. Además, el grupo muestra especial preocupación por la puesta en escena (escenografía), tratando siempre de dar un poco más sobre el escenario, de impactar visualmente. Haciendo marca de la casa las dos monstruosas ratas que llevan en los directos sobre las pantallas de guitarra y bajo.
No son en balde los años dedicados a recorrer escenarios con otros grupos, el haber asistido a cientos de memorables conciertos, el haber recorrido las calles una y otra vez buscando… algo, que no será otra cosa que miseria, corrupción y mamoneo. Todo cuenta en este poderoso grupo de Bilbao, todo suma. Sus canciones no vacilan en apretar el gatillo y disparar reflexiones que atraviesan los cimientos de esta sociedad.
En 2015 autoeditan un disco recopilatorio con 4 canciones inéditas bajo el título de No habrá piedad para nadie Vol.1 que regalarían desde su página web y solo se podría conseguir en sus conciertos y en distribuidoras alternativas como Potencial Hardcore o Sabandijas Streetwear.
Es en abril de 2016 cuando sale a la calle su nuevo disco Larga vida al infierno (Rock Estatal Records, 2016) y fichan con el sello discográfico Rock Estatal Records.

## Influencias
Entre sus influencias se encuentran Motörhead, AC/DC, The Clash, The Exploited, Airbourne, RIP, Cicatriz, Negu Gorriak, GBH, Non Servium, Anthrax, Barricada, Accept y Misfits.[cita requerida]

## Miembros

### Miembros actuales
- Podri Korrupto: Voz
- Pinky "Calico": Bajo y coros
- Dann Hoyos: Guitarra y coros
- Xabier Aira: Batería

### Antiguos miembros
- Javi “Puñales”: guitarra y coros (2009-2023)
- Xanpe Ruko: batería (2010-2013)
- Natxo Solimo “Dr. Saturno”: batería (2009-2010; 2013-2014)
- Jon Estankona: batería (2014-2015)

## Discografía
- Cartas al Vaticano, 2010
- Crónicas de la destrucción, 2012
- Rock´n´Roll para hijos de perra, 2014
- Larga vida al infierno, 2016
- Santa Calavera, 2018
- X Años de Sangre y Moscas (En Directo), 2021
- Tengan Cuidado ahí Fuera, 2021
- Bala Per Cápita, 2024

### Otros
- No habrá piedad para nadie Vol.1 (CD Recopilatorio), 2015
- No habrá piedad para nadie Vol.2 (CD recopilatorio), 2019
- X años de sangre y noscas (Zuzenean) 2021

## Videoclips
- Dicen que soy
- L.E.Y.
- Rock and Roll terror
- Sicario del Santo Padre
- En su trozo de tierra
- El Kaos en mí (con Non Servium)